# Jarinko Chie (película)
Jarinko Chie (じゃりン子チエ?) es una película de animación japonesa de 1981 coescrita y dirigida por Isao Takahata, basada en el manga homónimo de Etsumi Haruki. La película se desarrolla en los barrios bajos de Osaka, donde la astuta  Chie se desenvuelve en un mundo en el que la gente pasa el tiempo bebiendo, apostando y peleándose. La película fue producida por Toho. Tras el éxito de la película, Takahata fue el director jefe de una serie de televisión posterior.

## Trama
Conocida como "la niña más desafortunada de Japón", Chie, de diez años, tiene que ayudar a su problemático padre, un jugador desempleado, a llevar una pequeña taberna en Osaka. Chie se escabulle para visitar a su madre, que recientemente les ha abandonado a ella y a su padre. Chie se las ingenia para reunir a los dos, pero antes intenta averiguar cómo conseguirle a su padre un trabajo de verdad.

## Producción
La película fue producida por Toho y animada por TMS Entertainment, con animación de apoyo realizada por Oh! Production .  Durante una entrevista para la película, le preguntaron a Takahata: "Después de producir un clásico como Heidi, ¿cómo puedes hacer ahora una película sobre una chica que cocina menudillos en un barrio marginal de Osaka?". El periodista era Toshio Suzuki, que se convertiría en el presidente de Studio Ghibli y trabajaría con Takahata y Hayao Miyazaki. 